# Els Masos de Tamúrcia
El poble dels Masos de Tamúrcia pertany a l'antic terme d'Espluga de Serra, agregat el 1970 al terme municipal de Tremp.
Entre 1812, a ran de l'aplicació de la Constitució de Cadis, i febrer del 1847, els Masos de Tamúrcia formaren ajuntament, que desaparegué en fixar-se que el nombre de veïns (caps de família) havia de sobrepassar els 30, per mantenir la independència municipal. En aquell moment s'uní a Espluga de Serra, juntament amb Aulàs, Castellet, Casterner de les Olles, Llastarri i la Torre de Tamúrcia. En algun document, però, els Masos de Tamúrcia consten dins del terme de la Torre de Tamúrcia.
L'església dels Masos de Tamúrcia, dedicada a la Mare de Déu de les Neus, era sufragània de la parroquial de Sant Josep de la Torre de Tamúrcia, tot i que també havia depès primer del monestir de Santa Maria d'Alaó, del qual era una dependència, i més endavant de Santa Maria de Sapeira. Havia estat, en un principi, advocada a Sant Pere Màrtir.

## Etimologia
Els Masos de Tamúrcia és un de tants pobles rurals, dispersos, que nasqueren d'un altre poble anterior, amb un agrupament urbà més o menys extens (les Masies de Roda, els Masos de Sant Martí, les Masies de Voltregà, etcètera). En aquest cas, es tracta del conjunt de masos que s'havia format a partir del territori de Tamúrcia, del qual el nucli més representatiu és la Torre de Tamúrcia.
Segons Joan Coromines (op.cit.), el topònim Tamúrcia procedeix, per dissimilació, del llatí turris muricinos, tot i que a través d'un camí d'evolució realment complex. L'expressió llatina significa muralletes de la torre, amb la qual cosa ens remet a un topònim emparentat amb una fortificació o castell.

## Història
El 1787 els Masos de Tamúrcia reunien 19 habitants; el 1831 consten, dins del Corregiment de Talarn, amb 15 habitants i senyoriu del monestir d'Alaó.
Pascual Madoz dedica un article als Masos de Tamúrcia dins del seu Diccionario geográfico... del 1845. S'hi llegeix que Mansos de Tamurcia és situat en els vessants de la muntanya anomenada Vilavella, que s'alça al nord del poble, per la qual cosa queda arrecerat dels vents d'aquesta banda, però oberta a tots els altres. Té un clima bastant fred. Eren 4 cases a poca distància unes de les altres, església i una font per a abastiment d'aigua, rentadors i abeurador dels animals. El terreny del terme és aspre, trencat, pedregós i de mala qualitat. Hi ha molt de matoll, i pocs arbres, que s'aprofiten per a llenya. S'hi produeix blat, sègol, patates i una mica d'oli. Hi havia ovelles i cabres, i cacera, de conills i perdius. Els llops hi eren molt abundosos. 2 veïns (caps de família) i 11 ànimes (habitants) eren la població dels Masos de Tamúrcia.
Vers 1900, a la Geografia... dirigida per Francesc Carreras Candi, són esmentats als Masos de Tamúrcia 15 edificis, amb 46 habitants. El 1970 tenia 20 habitants, i el 1981, 14. El 2006 en quedaven 12.